# Alonso de Montúfar

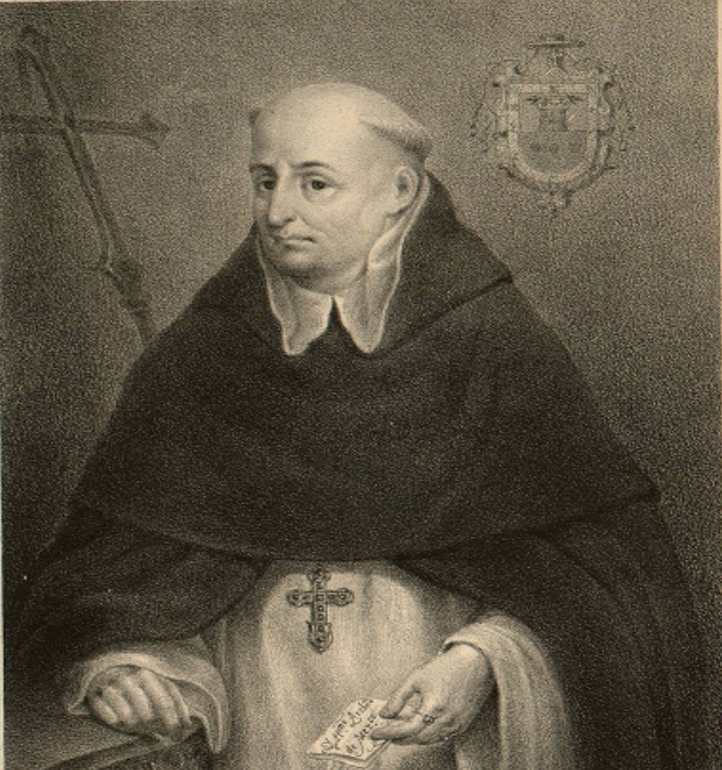
Alonso de Montúfar

Alonso de Montúfar y Bravo de Lagunas O.P., född 1489 i Loja, död 1572 i Mexiko stad, var den andre ärkebiskopen av Mexiko. 
Efter att den förste biskopen Juan de Zumárraga dött, strax efter sin upphöjelse till ärkebiskop, blev Montúfar nominerad till ärkebiskop av Karl I av Spanien. Montúfar vigdes 1553 och kom inte till Mexiko förrän i juni 1554, sex år efter Zumárragas bortgång.